# 이크슈바쿠 왕조
이크슈바쿠 왕조(산스크리트어: इक्ष्वाकुवंश 이크슈바쿠밤사) 또는 수리야밤사(산스크리트어: सूर्यवंश), 라구밤사(산스크리트어: रघुवंश)는 인도 신화에서 아리아바르타 땅을 정복하고 강력한 제국을 세우며 최초의 전륜성왕이 되었다고 전해지는 인물인 이크슈바쿠를 시조로 하는 고대 인도의 전설적인 왕조이다. 고대 힌두 경전에 따르면 이크슈바쿠의 조상이자 최초의 인류인 마누는 수많은 자식들을 낳았는데, 그 중 장남인 이크슈바쿠는 왕조의 시조가 되었으며, 장녀인 일라는 찬드라밤사의 조상이 되었다고 한다. 이크슈바쿠 왕조 출신의 대표적인 신화적 인물로는 비슈누의 7번째 다샤바타라로 유명한 라마찬드라가 있으며, 대표적인 역사적 인물들로는 코살라 왕국의 파세나디 왕, 비데하 왕국의 자나카 왕, 샤캬족의 왕인 슈도다나와 그의 아들이자 불교의 창시자인 고타마 싯다르타가 있다.

## 출신 인물

### 신화상
- 이크슈바쿠 : 이크슈바쿠 왕조의 개창자
- 하리시찬드라
- 라마찬드라 : 코살라 왕국의 왕이자 비슈누의 7번째 다샤바타라

### 역사상

#### 코살라
- 프라세나지트
- 비루다카

#### 샤카국
- 슈도다나 : 샤카족의 지도자
- 고타마 싯다르타 : 위에 나온 슈도다나의 아들이자 불교의 창시자
- 라훌라
- 아난타
- 데바닷타
- 마하나마

## 같이 보기
- 찬드라밤사